# Zeven Provinciën (1665-1694)

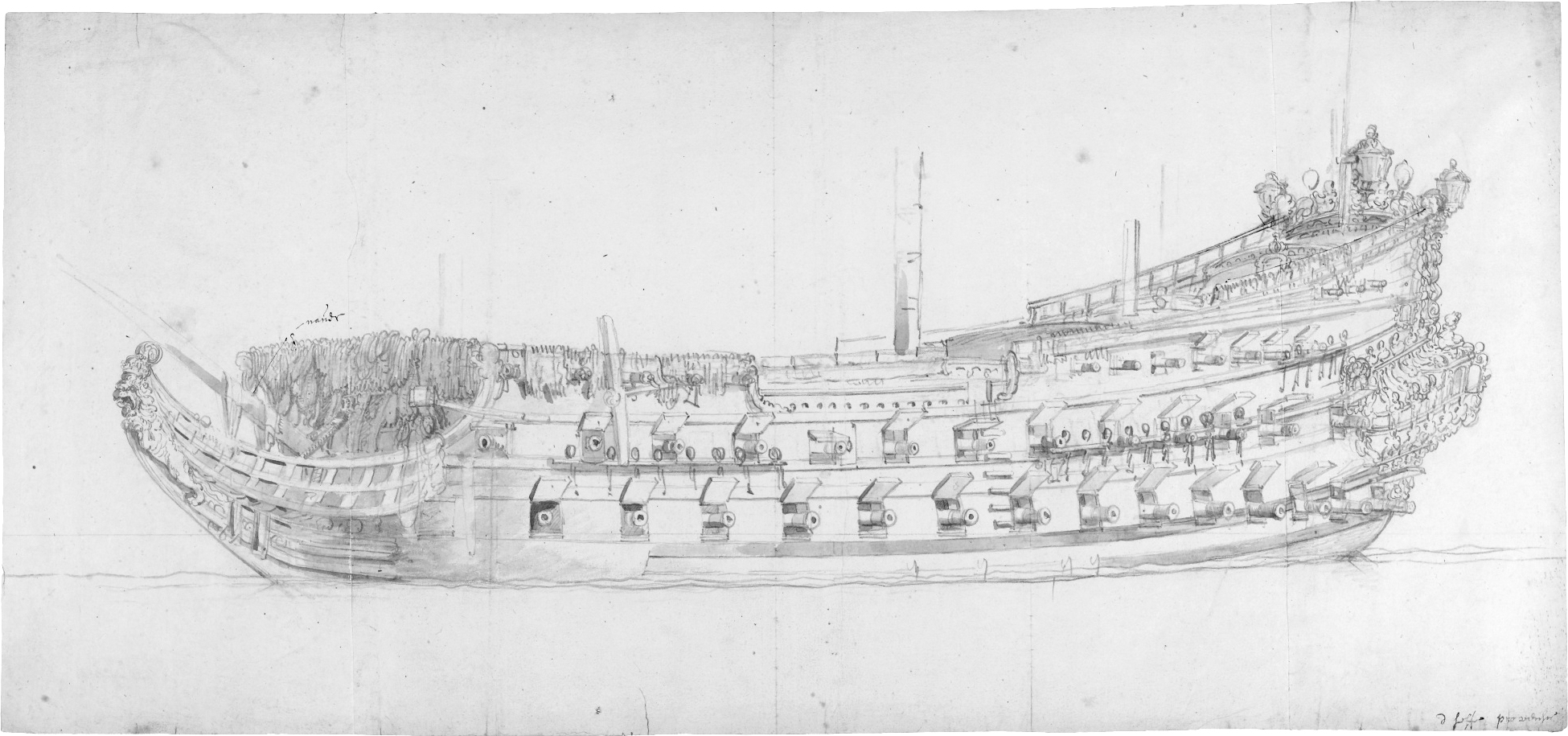
De Zeven Provinciën (Willem van de Velde de Oude)

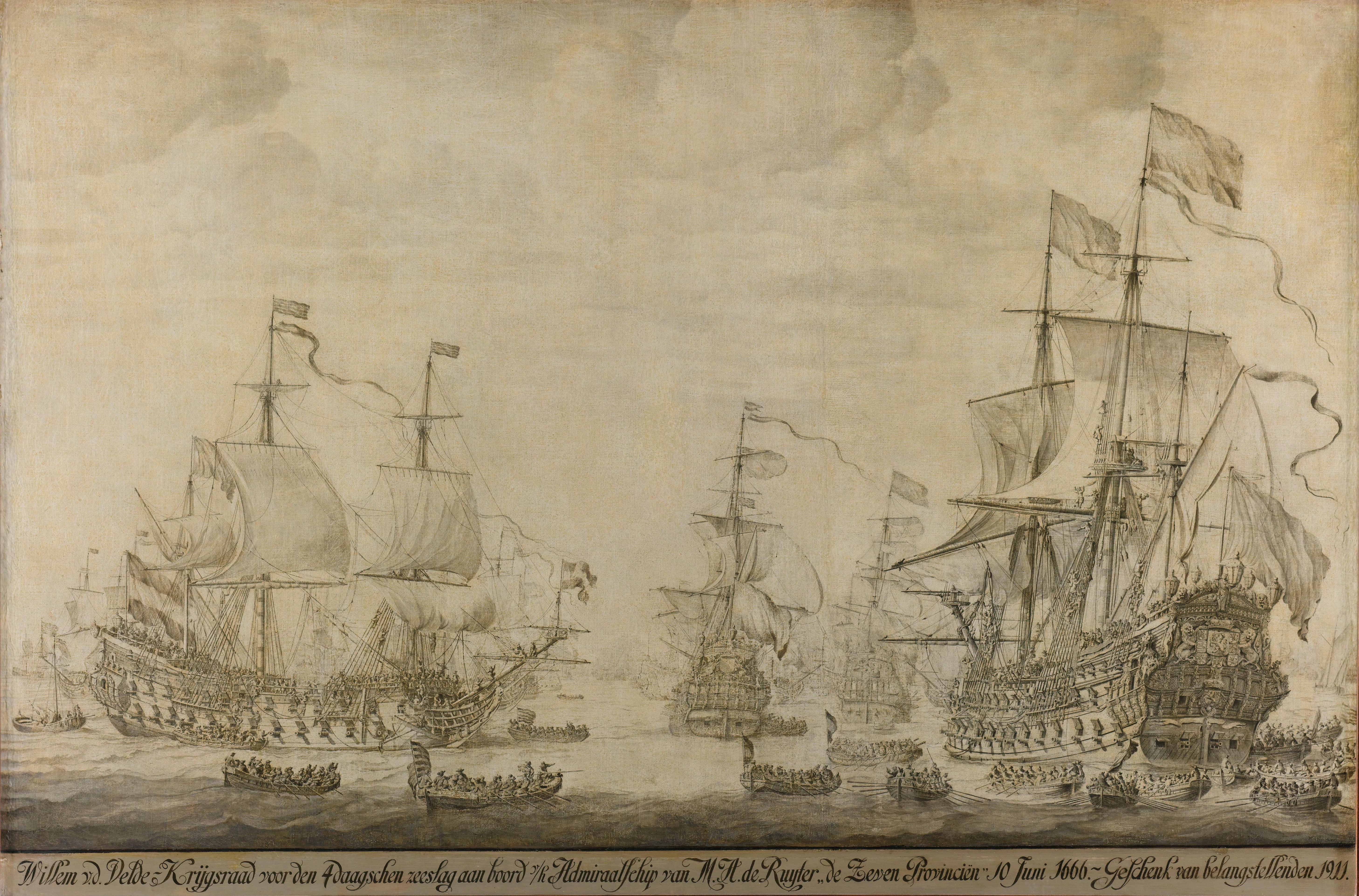
De krijgsraad aan boord van de 'De Zeven Provinciën', 10 juni 1666

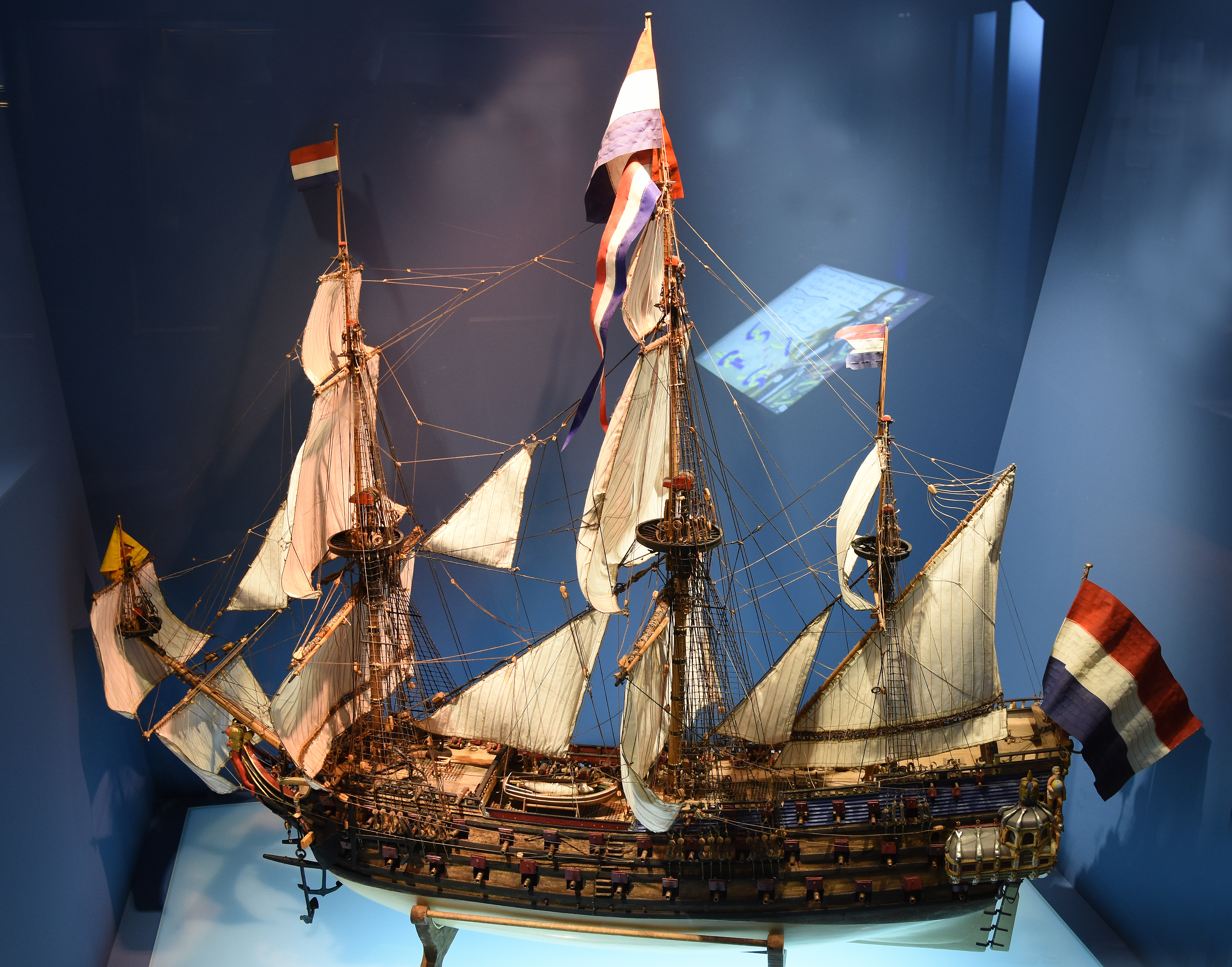
De Zeven Provinciën in het Zeeuws maritiem muZEEum

De Zeven Provinciën was een linieschip van de Admiraliteit van de Maze met 80 stukken geschut, de naam van het schip werd ook geschreven als de 7 Provinciën. Het schip had een lengte van 163 voet (46 m), een breedte van 43 voet (12 m) en een holte van 16,5 voet (4,7 m). De waterverplaatsing bedroeg ca. 1600 ton en het schip voerde ruim 2000 m² zeil. De bemanning telde meer dan 420 koppen. Het schip werd gebouwd van 1664-1665 op de oude admiraliteitswerf aan het Haringvliet in Rotterdam. De bouwmeester was Salomon Jansz van den Tempel, een telg uit een bekend geslacht van Rotterdamse scheepsbouwers.

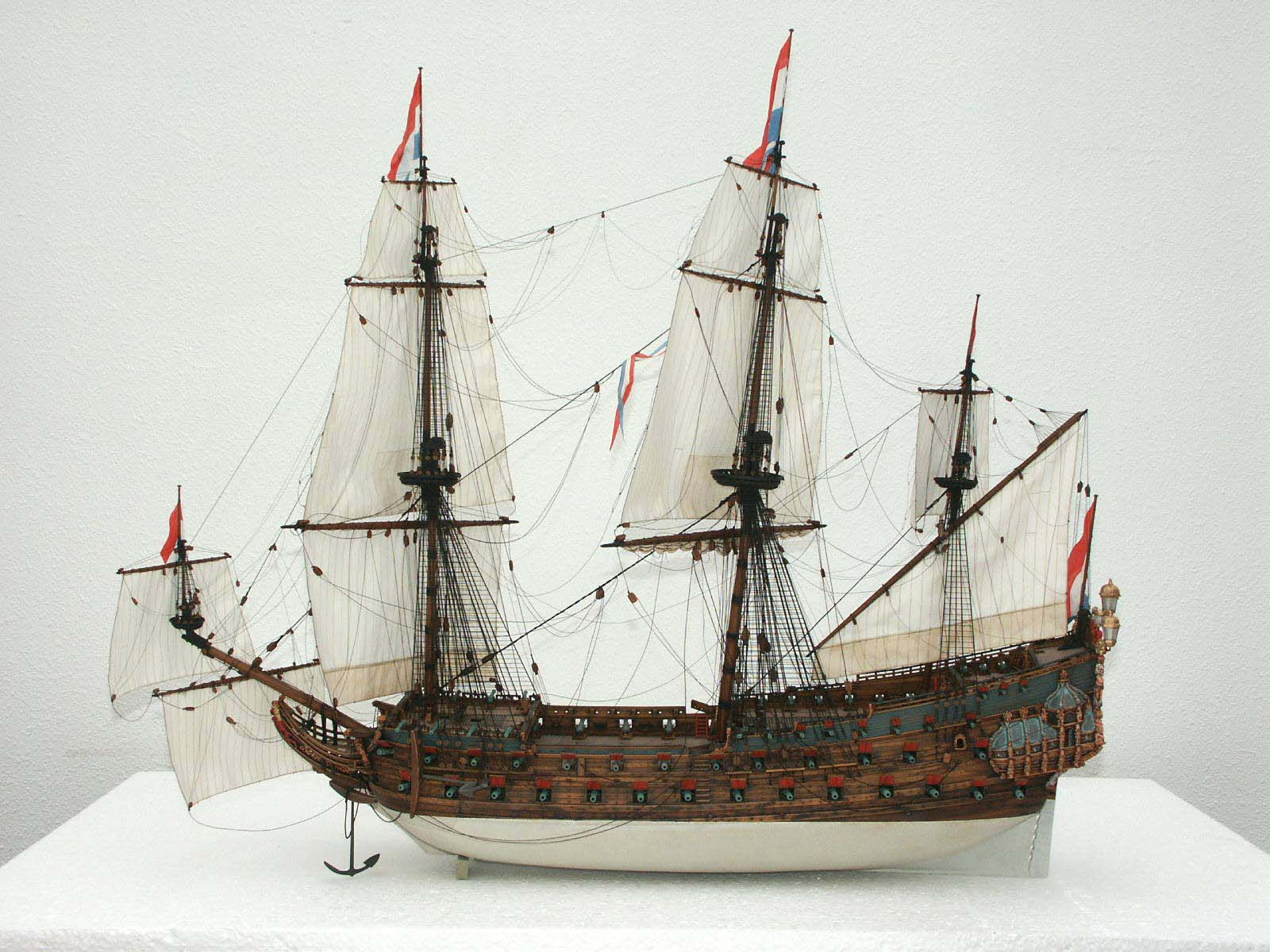
Model (schaal 1:87) van de Zeven Provinciën uit 1665, gemaakt in opdracht van de Bataviawerf door Herbert Tomesen

Het schip begon zijn carrière als tijdelijk vlaggenschip van viceadmiraal Aert Jansse van Nes, daarna werd het het vlaggenschip van luitenant-admiraal Michiel Adriaenszoon de Ruyter (1666-1674). Het nam deel aan de Vierdaagse Zeeslag bij North Foreland (1666), de Tweedaagse Zeeslag (1666), en de Tocht naar Chatham (1667) in de Tweede Engelse Oorlog. Verder nam het schip deel aan de Slag bij Solebay (1672); de dubbele Slag bij Schooneveld (1673) en de Slag bij Kijkduin (1673): bij die laatste slag was de kapitein Pieter de Liefde. In 1674 ging het onder De Ruyter op expeditie naar Martinique. Na de dood van De Ruyter werd het in 1678 het vlaggenschip van schout-bij-nacht Jan van Brakel. In 1691 kreeg schout-bij-nacht Johan Snellen het commando over het schip, hij overleed datzelfde jaar aan boord. Het schip maakte ook deel uit van een gecombineerde Nederlands-Engelse vloot onder leiding van Edward Russel in 1692 waar het door de Fransen tijdens de Zeeslag bij La Hougue lek werd geschoten. De laatste commandant van het schip was kapitein Evert de Lieffde, wiens logboek uit 1692 bewaard is gebleven. Uiteindelijk werd het in 1694 ter sloop verkocht.
Vanaf 1995 werd op de Bataviawerf in Lelystad een replica gebouwd van dit schip, dat als een van de beroemdste oorlogsschepen uit de Nederlandse Gouden Eeuw wordt beschouwd. De bouw van deze 'nieuwe' Zeven Provinciën is in 2013 om financiële redenen gestopt. Het doel was om het schip te reconstrueren met gebruikmaking van alle beschikbare bronnen en op zo authentiek mogelijke wijze.
Er zijn verschillende schepen die De Zeven Provinciën geheten hebben, waaronder het moderne fregat De Zeven Provinciën uit 2002.
Aeolus · Aemilia · Brederode · Prins Willem · Eendragt · Groot Hollandia · Hollandia · Zeven Provinciën · Gouden Leeuw · Beschermer